# 劉澄亮
劉澄亮（1458年—？），字彥明，江西臨江府新喻縣人，匠籍，明朝政治人物。

## 生平
弘治二年（1489年）己酉科江西鄉試舉人。弘治十八年（1505年），登乙丑科三甲第七名進士。曾官浙江衢州府知府。

## 家族
曾祖父劉仲經；祖父劉閏節；父劉定，聽選官。母胡氏。严侍下。